# János Háda

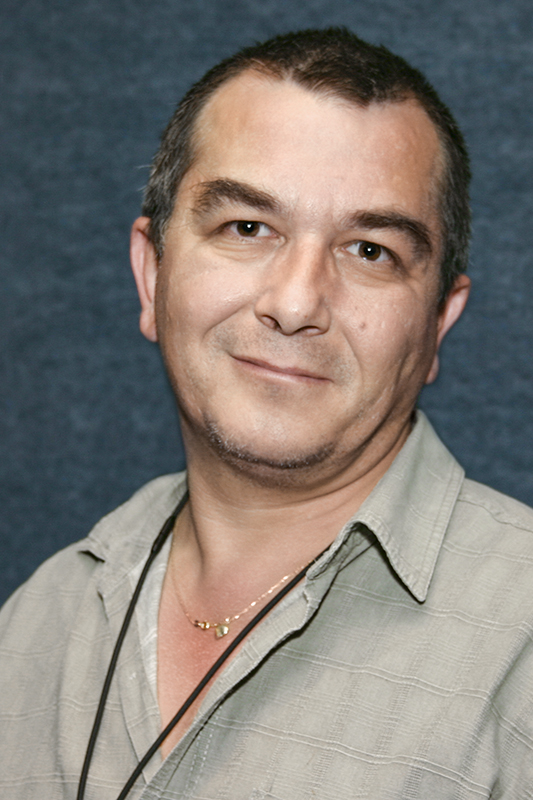
János Háda, 2006

János Háda (* 2. Juli 1964 in Budapest) ist ein ungarischer Schauspieler und Synchronsprecher.

## Leben und Wirken
János Háda wuchs in der ungarischen Hauptstadt Budapest auf.
Er absolvierte in den 1980er-Jahren eine professionelle Schauspielausbildung. Seit 1989 ist er als Schauspieler tätig und stand bislang in mehr als 20 Film-und-Fernsehproduktionen vor der Kamera. Er ist vereinzelt auch als Darsteller am Theater aktiv.
Háda ist seit den 1990er-Jahren umfangreich als Synchronsprecher aktiv. Er sprach Figuren in verschiedenen Animationsfilmen und Zeichentrickfilmen wie beispielsweise in Rockos modernes Leben, Power Rangers, Dragon Ball Z, Cars oder Angry Birds. Seit Ende 2018 (ab der 30. Staffel) ist Háda als Nachfolger von József Székhelyi der ungarische Sprecher von Homer Simpson in der Zeichentrickserie Die Simpsons. Zudem ist Háda der ungarische Stammsprecher von Tony Shalhoub, Bryan Cranston und John Rhys-Davies.

## Filmografie
- 1993: Indian Tel
- 1994–1998: Kek Eger (Fernsehserie)
- 2001: Csocso, avagy eljen majus elseje!
- 2003: Pasik (Fernsehserie)
- 2005: Harmincket sor – 1956
- 2010: Tüzvonalban (Fernsehserie)
- 2011: Karadysokk (Fernsehserie)
- 2012: Marslakok (Fernsehserie)
- 2012: Hacktion (Fernsehserie)
- 2023: 129